# Lobulia
Lobulia — рід сцинкоподібних ящірок родини сцинкових (Scincidae). Представники цього роду є ендеміками Нової Гвінеї.

## Види
Рід Lobulia нараховує 7 видів:
- Lobulia brongersmai (Zweifel, 1972)
- Lobulia elegans (Boulenger, 1897)
- Lobulia fortis Slavenko, Tamar, Tallowin, Kraus, Allison, Carranza, & Meiri, 2021
- Lobulia huonensis Slavenko, Tamar, Tallowin, Kraus, Allison, Carranza, & Meiri, 2021
- Lobulia lobulus (Loveridge, 1945)
- Lobulia marmorata Slavenko, Tamar, Tallowin, Kraus, Allison, Carranza, & Meiri, 2021
- Lobulia vogelkopensis Slavenko, Tamar, Tallowin, Kraus, Allison, Carranza, & Meiri, 2021